# آگوستین گیفری
آگوستین گیفری (انگلیسی: Agustín Guiffrey؛ زادهٔ ۳ نوامبر ۱۹۹۷) بازیکن فوتبال اهل آرژانتین است.